# Moto E10
Moto E10 — лінія смартфонів початкового рівня від компанії Mototola Mobility, що входить у серію Moto E. Лінія складається з Moto E20, E30 та E40.
Основними відмінностями між Moto E30 та E40 є менша кількість пам'яті та полегшена версія Android в Moto E30.
В Україні офіційно продаються всі моделі крім Moto E40.

## Дизайн
Екран виконаний зі скла. Корпус виконаний з пластику.
В Moto E20 задня панель має фактуру подібну до бджолиного стільника, а E30 та E40 — хвилясту. Також всі смартфони мають водовідштовхувальне покриття.
Знизу розміщені роз'єм USB-C, динамік та мікрофон. Зверху розташований 3.5 мм аудіороз'єм. З лівого боку розташовані гібридний слот під 2 SIM-картки або 1 SIM-картку і карту пам'яті формату microSD до 1 ТБ в Moto E20 та залежно від версії слот під 1 SIM-картку і карту пам'яті формату microSD до 1 ТБ або слот під 2 SIM-картки і карту пам'яті формату microSD до 1 ТБ в E30 та E40. З правого боку розміщені кнопки виклику Google Асистента, регулювання гучності та блокування смартфона. Сканер відбитків пальців розміщений на задній панелі і має на собі логотип.
Moto E20 продається в кольорах Graphite Grey (сірий) та Coastal Blue (блакитний).
Moto E30 продається в кольорах Mineral Grey (сірий) та Digital Blue (синій).
Moto E40 продається в кольорах Carbon Gray (сірий) та Pink Clay (рожевий).

## Технічні характеристики

### Платформа
Moto E20 отримав процесор Unisoc T606 та графічний процесор Mali-G57 MP1.
Moto E30 та E40 отримали процесор Unisoc T700 та графічний процесор Mali-G52.

### Батарея
Moto E20 отримав батарею об'ємом 4000 мА·год, а E30 та E40 — 5000 мА·год.

### Камери
Moto E20 отримав основну подвійну камеру 13 Мп, f/2.2 (ширококутний) з фазовим автофокусом + 2 Мп, f/2.4 (макро). Фронтальна камера отримала роздільність 5 Мп та світлосилу f/2.2. 
Moto E30 отримав основну потрійну камеру 48 Мп, f/1.8 (ширококутний) з фазовим автофокусом + 2 Мп, f/2.4 (макро) + 2 Мп, f/2.4 (сенсор глибини). Фронтальна камера отримала роздільність 8 Мп та світлосилу f/2.0.
Moto E40 отримали основну потрійну камеру 48 Мп, f/2.0 (ширококутний) з фазовим автофокусом + 2 Мп, f/2.4 (макро) + 2 Мп, f/2.4 (сенсор глибини). Фронтальна камера отримала роздільність 8 Мп та світлосилу f/2.0.
Основна та фронтальна камера всіх моделей вміє записувати відео в роздільній здатності 1080p@30fps.

### Екран
Екран IPS LCD, 6.5", HD+ (1600 × 720) зі щільністю пікселів 270 ppi, співвідношенням сторін 20:9 та краплеподібним вирізом під фронтальну камеру в E20 та круглим посередині в E30 та E40. Також Moto E20 має частоту оновлення дисплею 60 Гц, коли E30 та E40 — 90 Гц.

### Пам'ять
Moto E20 продається в комплектаціях 2/32 та 3/32 ГБ. В Україні пристрій продається тільки в комплектації 2/32 ГБ.
Moto E30 продається в комплектації 2/32 ГБ.
Moto E40 продається в комплектації 4/64 ГБ.

### Програмне забезпечення
Moto E20 та E30 працюють на Android 11 Go Edition, а E40 на звичайному Android 11.